# Lucy Salani
Lucy Salani, née le 12 août 1924 à Fossano (Piémont) et morte le 22 mars 2023 à Bologne (Émilie-Romagne), est une femme trans italienne ayant survécu aux camps de concentration nazis.
Lucy Salani grandit à Bologne comme un homme homosexuel. Antifasciste, après avoir déserté l'armée fasciste italienne, elle est déportée à Dachau en 1944, où elle reste six mois jusqu'à la libération du camp par les Américains en 1945. Elle vit ensuite comme architecte d'intérieur à Turin et fréquente les milieux trans et travestis italiens et parisiens. De retour à Bologne dans les années 1980, elle y prend sa retraite.
Son histoire est médiatisée dans les années 2010 grâce au travail de l'écrivaine et réalisatrice Gabriella Romano, qui lui a consacré deux de ses œuvres. Elle fait l'objet d'un film, C'è un soffio di vita soltanto par Matteo Botrugno et Daniele Coluccini (it), en 2021.
Lucy Salani est considérée par le Movimento Identità Trans comme l'unique personne trans italienne à avoir survécu aux persécutions fascistes et nazis.

## Biographie

### Jeunesse sous le fascisme
Lucy Salani naît en 1924 à Fossano, ville piémontaise située au nord de l'Italie, deux ans après l'arrivée au pouvoir du fasciste Benito Mussolini. Sa famille, d'origine émilienne, est antifasciste. Cette dernière emménage durant la décennie suivante à Bologne. Perçue comme un « garçon différent », Salani est rejetée par son père et ses frères. Sous la menace des fascistes, elle doit cacher ses relations homosexuelles.

### Seconde Guerre mondiale
Appelée dans les rangs de l'armée italienne, Lucy Salani tente d'y échapper en se déclarant publiquement homosexuelle, mais cela échoue. Elle déserte peu après l'armistice du 8 septembre 1943. Sa famille menacée de mort, elle quitte la clandestinité et doit intégrer l'armée nazie, où elle rejoint la lutte antiaérienne. Elle déserte de nouveau, se cache à Bologne, avant d'être emprisonnée en Allemagne nazie dans un camp de travaux forcés duquel elle tente de s'échapper.
Reprise, elle est alors déportée au camp de concentration de Dachau pour désertion et homosexualité, et porte le triangle rouge,. Elle doit survivre six mois dans le camp, jusqu'à sa libération en avril 1945 par les troupes américaines. Le jour de la libération, elle survit à une fusillade des nazis lors de laquelle elle est touchée au genou. Les Américains la retrouvent vivante parmi les cadavres. Elle a alors 20 ans.

### Vie dans l'Italie libre
L'Italie devenue libre, Lucy Salani gagne sa vie comme tapissière et architecte d'intérieur. Elle est active dans le nord du pays, entre Rome et Turin. De passage régulier à Paris, elle fréquente les milieux trans et les cabarets travestis.
Lucy Salani part à Londres, au milieu des années 1980,, pour y bénéficier d'une chirurgie de réattribution sexuelle, mais elle ne veut pas modifier ses papiers d'identité.

### Retraite à Bologne
Lucy Salani retourne à Bologne au cours des années 1980, afin de s'occuper de ses parents. Elle y passe le reste de sa vie.
Des médias rapportent à la fin des années 2010 qu'elle y vit isolée, sans famille et dans la pauvreté. Elle reçoit des soins et des visites de bénévoles du Movimento Identità Trans. Pourtant âgée de 94 ans, elle est en 2018 refusée d'accueil par les maisons de retraite, qui argumentent qu'elle ne peut ni utiliser les sanitaires pour hommes, en raison de sa morphologie, ni ceux pour femmes, en raison du sexe masculin inscrit sur ses papiers.
Lucy Salani meurt le 22 mars 2023 à Bologne, à l'age de 98 ans. Elle était la femme trans italienne la plus âgée connue.

## Reconnaissance
L'histoire de Lucy Salani est connue grâce à une biographie écrite par Gabriella Romano, intitulée Il mio nome è Lucy. L'Italia del XX secolo nei ricordi di una transessuale (« Je m'appelle Lucy. L'Italie du XXe siècle dans les souvenirs d'une trans »), publiée en 2009 chez Donzelli Editore (it),, qui est le premier ouvrage à s'intéresser à elle. Deux ans plus tard, la même autrice réalise un documentaire à son sujet, Essere Lucy (« Être Lucy »).
Le Movimento Identità Trans considère Lucy Salani comme « la seule personne trans à avoir survécu, en Italie, aux persécutions nazies, fascistes, et aux camps de concentration ».

### Documentaires
En 2014, le réalisateur Gianni Amelio fait intervenir Lucy Salani dans son documentaire Felice chi è diverso (it). Quatre ans plus tard, elle est invitée au Giorno della Memoria organisée par les associations LGBTI+ Arcigay et Arcilesbica,. Elle y déclare notamment : « Il est impossible d'oublier et de pardonner. Il arrive encore que quelques nuits je rêve des choses les plus horribles que j'ai vues et j'ai l'impression d'être toujours [à Dachau]. C'est pourquoi je veux que les gens sachent ce qu'il s'est passé dans les camps de concentration pour que cela ne se reproduise plus,. »
Elle fait l'objet d'un film documentaire en 2021, C'è un soffio di vita soltanto, réalisé par Matteo Botrugno et Daniele Coluccini (it). Le film la suit, entre 2020 et 2021, dans les moments de sa vie quotidienne à Bologne et lors du soixante-quinzième anniversaire de Dachau, où elle était invitée.

### Hommages
En novembre 2019, le président d'Arcigay Rome, Francesco Angeli, interpelle le président de la République Sergio Mattarella afin qu'il nomme Lucy Salani sénatrice à vie,.
Lucy Salani est récompensée l'année qui suit de Tourelle de bronze, récompense honorifique de la ville de Bologne, « en tant que témointe de la liberté et de la résistance ».